# Yves Montand

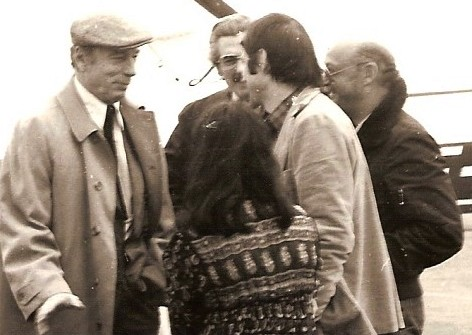
1982-ben a Printemps de Bourges fesztiválon

Yves Montand, eredeti nevén Ivo Livi (Monsummano Alto, Toszkána, Olaszország, 1921. október 13. – Senlis, Oise megye, Franciaország, 1991. november 9.) francia sanzonénekes és filmszínész volt.

## Életpályája
Yves Montand a külföld szemében sokáig a francia férfieszmény megtestesítője, bár szülei olaszok voltak. Kétéves volt, amikor szülei az olasz fasizmus elől Franciaországba menekültek. Marseille-ben nőtt fel. Tizenegy éves korától dolgozott. Volt lapkihordó, kazánkovács, fodrászsegéd. A második világháború után Párizsba ment.
Yves Montand az 1940-es évek közepétől kezdett sanzonokat énekelni. Édith Piaf is felfedezte tehetségét, s nagylelkűen segítette. Yves Montand volt az első, aki szakított a színpadi öltözködés hagyományaival, az öltönnyel, nyakkendővel, ingujjban állt ki a színpadra. Rendkívül sikeres volt mint sanzonénekes, de hamar kezdte vonzani a film is.
A film terén első és talán legnagyobb sikere A félelem bére (Le Salaire de la peur), Henri-Georges Clouzot rendezése. Filmezett Amerikában is, egyik ottani filmjében partnere Marilyn Monroe volt. Monroe-val való románcáról felesége, Simone Signoret írt Már a nosztalgia sem a régi (La nostalgie n'est plus ce qu'elle était) című visszaemlékezésében.
Yves Montand nagyon népszerű énekes volt Franciaországon kívül is. Rengetegen vásárolták lemezeit egész Európában, és Amerikában. Világszerte, Párizstól New Yorkig, Moszkváig, Budapestig, gyakran előadott sanzonjai a lyoni takácsok (Les Canuts) felkeléséről szól, a háború francia partizánjairól, a párizsi nagy sugárutakról és körutakról (Les Grands boulevards) és egy igen kedvelt szerelmi dal (Jean-Baptiste Clémant szerzeménye 1866-ból), ez utóbbi egyben a Párizsi Kommün szimbóluma is, a barikádokon is dúdolták 1871-ben. Charles Trenet (1913–2001) nosztalgikus és ironikus sanzonjait is remekül tudta tolmácsolni, köztük A tenger (La Mer), Que reste-t-il de nos amours. Sugárzott belőle a frissesség, a féktelen életöröm, a francia tájak derűje. A 20. század francia férfi sanzonénekesei közt sok híresség volt (Charles Trenet, Georges Brassens, Gilbert Bécaud (1927–2001), Charles Aznavour, de alighanem Montand volt a legszebb hangú és legtehetségesebb énekes, aki ki tudta fejezni a francia nép, s rajta keresztül minden nép fájdalmát, örömét, kiválóan tudta érzékeltetni éneklésével az élet humoros jeleneteit is. Több földrészen voltak sikeres turnéi, Európában, Amerikában, Ázsiában.
Nézeteit illetően híve volt a francia ellenállási mozgalomnak, majd a kommunizmusnak. A francia demokrácia levegője nagy szabadságot biztosított Montand és valamennyi ott alkotó művész számára. Budapesten – 1957 elején, elsőnek megtörve a Kádár-rendszer elleni kulturális blokádot – az Erkel Színházban tartott nagy sikerű sanzonestet. 1968, a prágai tavasz eseményei után azonban a kommunista ideológiával végleg szakított.
1991-ben halt meg, Párizsban, a Père-Lachaise temetőben nyugszik felesége mellett.

## Filmográfia
- Yves Montand (2002) (szereplő)
- Nyecsajev visszatér (1991)
- Trois places pour le 26 (1988)
- A Paradicsom... (1986)
- ...és a Pokol (1986)
- Főúr! (1983)
- Tout feu, tout flamme (1982)
- A fegyverek választása (1981)
- Női fény (1979)
- I... comme Icare (1979)
- A bűn árnyékában (1977)
- A svihák (1976)
- Police Python 357 (1976)
- Le Sauvage – A vadember (1975)
- Vincent, François, Paul és a többiek (1974)
- Ostromállapot (1973)
- César et Rosalie (1972)
- Felszarvazták őfelségét! (1971)
- A vörös kör (1970)
- Egy tiszta nap szembenézhetsz az örökkévalósággal (1970)
- Vallomás (1970)
- Isten Párizst választotta (1969)
- Ördögöt a farkánál (1969)
- Z, avagy egy politikai gyilkosság anatómiája (1969)
- Egy este, egy vonat (1968)
- Élni az életért (1967)
- A háborúnak vége (1966)
- A nagy verseny (1966)
- A tökéletes bűntény (1965)
- Szép május (Le joli Mai) I-II. (1963)
- Az én kis Gésám (1962)
- Szereti ön Brahmsot? (1961)
- Szentély (Sanctuary) (1961)
- Szeressünk! (1960)
- A törvény (La legge) (1959)
- Kettőnk titka (1958)
- A nagy kék országút (1957)
- Salemi boszorkányok (1957)
- Emberek és farkasok (Uomini e lupi) (1956)
- Az éjszaka Margitja (1955)
- A hősök elfáradtak (1955)
- Napóleon (1955)
- A félelem bére (1953)
- Párizs az Párizs (1951)
- Souvenirs perdus (1950)
- Párizs bálványa (1947)
- Az éjszaka kapui (1946)
- Fénytelen csillag (1946)

## Díjai, elismerései
- David di Donatello-díj (1973)

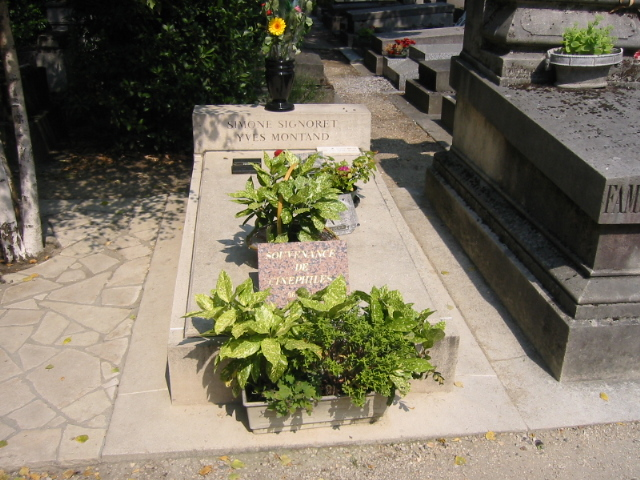
Simone Signoret és Yves Montand emlékhelye Párizsban, a Père Lachaise-temetőben

- Karlovy Vary-i Nemzetközi Filmfesztivál díja (1957)

## Önéletírása magyarul
- Csupa napfény a szívem; ford. Badics László; Új Magyar Kiadó, Bp., 1956